# Galatia (Illinois)
Galatia és una població dels Estats Units a l'estat d'Illinois. Segons el cens del 2000 tenia 1.013 habitants.

## Demografia
Segons el cens del 2000, Galatia tenia 1.013 habitants, 420 habitatges, i 262 famílies. La densitat de població era de 199,6 habitants/km².
Dels 420 habitatges en un 26,9% hi vivien nens de menys de 18 anys, en un 49,5% hi vivien parelles casades, en un 10,5% dones solteres, i en un 37,4% no eren unitats familiars. En el 35,5% dels habitatges hi vivien persones soles el 21,4% de les quals corresponia a persones de 65 anys o més que vivien soles. El nombre mitjà de persones vivint en cada habitatge era de 2,26 i el nombre mitjà de persones que vivien en cada família era de 2,95.
Per edats la població es repartia de la següent manera: un 21% tenia menys de 18 anys, un 10,7% entre 18 i 24, un 21,1% entre 25 i 44, un 20,6% de 45 a 60 i un 26,6% 65 anys o més.
L'edat mediana era de 43 anys. Per cada 100 dones de 18 o més anys hi havia 74,7 homes.
La renda mediana per habitatge era de 23.750 $ i la renda mediana per família de 30.833 $. Els homes tenien una renda mediana de 25.956 $ mentre que les dones 16.154 $. La renda per capita de la població era de 12.810 $. Aproximadament el 12,9% de les famílies i el 16,7% de la població estaven per davall del llindar de pobresa.

## Poblacions properes
El següent diagrama mostra les poblacions més properes.